# (18460) Pecková
(18460) Pecková es un asteroide perteneciente al cinturón de asteroides, región del sistema solar que se encuentra entre las órbitas de Marte y Júpiter.
Fue descubierto el 5 de agosto de 1995 por Lenka Šarounová desde el observatorio de Ondřejov en la República Checa.

## Designación y nombre
Designado provisionalmente como 1995 PG, fue nombrado en honor de Dagmar Pecková (n. 1961) quien es una destacada mezzosoprano checa. Además de su exitosa carrera operística, que incluye papeles destacados en las obras de Mozart y Rossini, es conocida por sus interpretaciones en concierto, especialmente de las canciones de Mahler. Su interpretación se caracteriza por una carga emocional excepcional.

## Características orbitales
Pecková está situado a una distancia media del Sol de 2,548 ua, pudiendo alejarse hasta 2,908 ua y acercarse hasta 2,189 ua. Su excentricidad es 0,141 y la inclinación orbital 14,556 grados. Emplea 1485,73 días en completar una órbita alrededor del Sol.

## Características físicas
La magnitud absoluta de Pecková es 14,92. Tiene 3,238 km de diámetro y su albedo se estima en 0,140.